# Mitridate I di Commagene
Mitridate I il Grande, Callinico, Filelleno e Filoromano (greco: ο ΜιΘριδάτης Кαλλίνικος, o Mitridàtes Kallìnikos; fl. II secolo a.C.) fu sovrano dello stato ellenistico di Commagene.
Di origine parta, fu figlio e successore di Samo II Teosebe Diceo. Prima dell'ascesa al trono (109 a.C.) sposò la principessa siro-greca Laodice VII Tea, come parte di un trattato di alleanza; Mitridate accolse e promosse la cultura greca. Laodice diede un figlio a Mitridate, quell'Antioco I Teo Diceo Epifane Filoromeo Filelleno che sarebbe divenuto il più grande sovrano di Commagene, dopo essere succeduto al padre. La morte di Mitridate è variamente collocata dalle fonti nell'86, 70 o 62 a.C.